# Dichondra
Dichondra és un petit gènere de plantes dins la família Convolvulaceae. Són plantes herbàcies decumbents perennes amb tiges que arrelen ràpidament en els nusos de les fulles. Les flors són blanques, verdes o grogues de 2-3 mm de diàmetre. Algunes es fan servir com planta ornamental. El nombre d'espècies es troba entre les 2 a les 10, segons els taxonomistes.

## Taxonomia
- Dichondra argentea H.B. i Bonpl. ex Willd.
- Dichondra macrocalyx Meisn.
- Dichondra micrantha Urb.
- Dichondra microcalyx Meisn.
- Dichondra parvifolia
- Dichondra repens J.R.Forst. i G.Forst.
- Dichondra sericea Sw.

## Cultiu i usos
Dichondra micrantha va ser una planta molt popular al sud de Califòrnia per a les gespes però una gespa composta exclusivament fr Dichondra és difícil d'establir i de mantenir. Tanmateix en alguns llocs tropicals Dichondra és una mala herba.